# هارت إيفانغليستا
هارت إيفانغليستا هي عارضة ومغنية وممثلة فلبينية، ولدت في 14 فبراير 1985 في مانيلا في الفلبين.

## وصلات خارجية
- هارت إيفانغليستا على موقع IMDb (الإنجليزية)
- هارت إيفانغليستا على موقع ميوزك برينز (الإنجليزية)
- هارت إيفانغليستا على موقع ديسكوغز (الإنجليزية)
- هارت إيفانغليستا على موقع قاعدة بيانات الفيلم (الإنجليزية)
- هارت إيفانغليستا على موقع كينوبويسك (الروسية)